# Accident ferroviaire de Lisieux
L'accident ferroviaire de Lisieux, dit aussi, selon les versions, catastrophe de Lisieux, de Glos-sur-Lisieux, ou de Saint-Mards-de-Fresne a lieu le dimanche 14 août 1898 à 4 h 15, sur la ligne de Paris à Caen entre Saint-Mards-de-Fresne et Lisieux, au lieu-dit Lieu Galant, situé sur le territoire de la commune de Saint-Jacques, dans le département du Calvados. 
Altérant l'euphorie d'une fête estivale traditionnelle, il est abondamment commenté dans la presse, mais ne donne lieu qu'à une enquête sommaire aboutissant à la sanction pour la forme d'un agent subalterne.

## Circonstances
En 1898, la fête catholique du 15 août tombe un lundi, et à la faveur des deux jours fériés consécutifs, la compagnie de l'Ouest a mis en marche sur ses lignes desservant les plages de la côte normande, outre ses trains réguliers, de nombreux supplémentaires (dits « de plaisir »). Ainsi, dès le samedi 13 août, plus de 30 000 voyageurs ont afflué vers la gare Saint-Lazare. 
À 23 heures 16, le train omnibus n° 97 est parti bondé, bien que sa composition ait été forcée à deux fourgons et dix neuf voitures, les unes pour Caen et Cherbourg, les autres pour Trouville, devant être détachées à Lisieux. Compte tenu de sa charge, deux machines ont été mises à sa tête.
À Évreux, contrairement à la pratique habituelle, seule la première a été changée, et le convoi est désormais tiré par les locomotives no 785 du dépôt d’Évreux et no 782 du dépôt de Mantes. Toutes deux sont de type 120 (dit porter).

## L'accident
Arrivé à Saint-Mards-de-Fresne avec 24 minutes de retard sur son horaire théorique, le train en est reparti à 4 heures 01, lorsque quatorze kilomètres plus loin, au kilomètre 187,50, aux confins des communes de Glos-sur-Lisieux et de Saint-Jacques, dans une courbe en tranchée en pente d'environ 8 ‰, la locomotive n° 782, placée en second, quitte la voie. 
Ce changement brutal de direction provoque une rupture d'attelage avec la machine de tête, la no 785, qui reste sur les rails, et pourra ensuite être utilisée pour les secours après avoir rejoint Lisieux. 
La locomotive déraillée, entraînant dans sa dérive le reste du train, roule environ trois cents mètres sur le ballast, avant de se coucher sur le flanc du talus. Derrière, dans le fourgon de tête, le conducteur a manœuvré le frein Westinghouse, et 
sous l'effet des forces contraires engendrées par l'arrêt et par l'énergie cinétique du convoi, les wagons à caisse en bois se télescopent, et deux voitures du milieu, une de première classe et une de troisième, sont laminées par celles qui les encadrent.

## Secours et bilan
Blessés ou sains et saufs, les voyageurs seront unanimes à dénoncer la déficience des agents de la compagnie après l'accident, et certains s'attribueront par la suite dans la presse un rôle déterminant dans l'organisation des secours, spécialement M. Topin, conseiller municipal et trésorier de l'Harmonie d'Asnières et surtout un certain M. Watrinelle, « courageux voyageur de la ligne de l'Ouest » selon le journal La Presse, qui, à l'entendre, aurait pris en main l'ensemble des opérations de sauvetage en se substituant aux cheminots défaillants.
Si l'on en croit leur témoignage, ce sont des passagers indemnes qui gagnent à pied la gare de Lisieux, située à deux kilomètres six cents de là, pour l'avertir de l'accident. En une heure et demie, on parvient à rassembler notamment trois médecins de la ville et des soldats du 119e régiment d'infanterie pour improviser un convoi de premier secours qui sera conduit sur les lieux par la locomotive de tête revenue en gare.
Entretemps, les voyageurs valides ont commencé à dégager des débris les morts et blessés. Dans le désarroi de la catastrophe, les cinquante jeunes musiciens du groupe de l'Harmonie d'Asnières, dont le wagon est demeuré intact, se distinguent par leur sang-froid et leur ardeur à prêter assistance aux victimes. 
Les quatre voitures du milieu du train ont été les plus touchées, et on en tirera sept morts et la plupart des blessés. Ceux-ci, au nombre d'une quarantaine, sont transportés à l'hôpital de Lisieux. Les plus légèrement atteints quittent l'établissement après avoir été pansés, et, selon le cas, poursuivent leur voyage ou rentrent chez eux. Les vingt-sept plus gravement touchés sont hospitalisés, et bien que l'état de plusieurs d'entre eux ait été initialement jugé désespéré, un seul y succombera après un long séjour de plus d'un an , portant le bilan définitif de l'accident à huit morts. 
Grâce au concours de la troupe, les travaux de déblaiement sont menés rapidement, et la circulation peut être rétablie sur une voie unique dès midi, et sur les deux voies à 22 heures. Pour remédier à l'interception, le trafic entre Bernay et Lisieux a été provisoirement détourné par les lignes secondaires de Bernay à Échauffour et de La Trinité-de-Réville à Lisieux, mais malgré ces palliatifs, des trains sont retardés ou annulés, et en gare de Lisieux, les turfistes mécontents de manquer les courses de chevaux de Deauville provoqueront des troubles nécessitant l'envoi des forces de l'ordre.
Dès l'annonce du rétablissement de la voie, le ministre des Travaux publics Louis Charles Tillaye, sénateur du Calvados récemment nommé à cette fonction, prend le train pour Lisieux. Arrivé sur les lieux à 17 heures 30, il en repart à 22 heures, après avoir rencontré le maire et visité les blessés de l'hôpital. À son retour à Paris, renonçant aux habituelles nuances du discours politique, il exprime son émotion face aux graves blessures des victimes et n'hésite pas à se prononcer sur les causes de l'accident.
L'éventualité d'un déplacement du président de la République Félix Faure à Lisieux sera un temps évoquée, mais, retenu au Havre par les fêtes de la ville, il se bornera à entendre en conseil des ministres le mercredi 17 un compte rendu du ministre des travaux publics sur l'accident.
Ce même jour, une imposante cérémonie d'obsèques est organisée à Lisieux par la ville, avec deux orphéons, et de nombreux discours. Celui du secrétaire général de la Compagnie de l'Ouest, remarqué « par son élévation et son émotion communicative », rend hommage aux victimes et à leurs sauveteurs, tout en imputant adroitement en termes lyriques le drame à la fatalité et à la volonté divine.

## Réactions

### La presse
L'accident est abondamment relaté dans les journaux. Tous suscitent l'émotion de leurs lecteurs en évoquant le sort de voyageurs frappés par le destin alors qu'ils partaient passer en famille quelques moments de détente et de repos, puisque, comme l'écrit Le Gaulois, « l'immense majorité des victimes de cette catastrophe sont (...) des Parisiens et Parisiennes qui avaient profité de ces deux jours de fête et de grande chaleur pour aller soit à Trouville, soit dans les campagnes de la Normandie, se reposer de leurs travaux et respirer un air plus pur ». On s'étend notamment sur le tragique voyage de noces d'un jeune couple dont la mariée âgée de seize ans et demi est tuée et le mari grièvement blessé.
Si le conservateur Le Gaulois trouve des excuses à la compagnie de l'Ouest, Le Matin s'appuie sur l'évènement pour lancer durant plusieurs jours une campagne de violentes attaques contre ses dirigeants et les administrations qui les contrôlent. 
Dès le 17 août, dans un article intitulé « Les grands et les petits », il affirme que puisque « dans une maison bien tenue, tout se tient, du haut en bas de la hiérarchie, et qu'il doit en aller de même dans une administration bien dirigée », les « hauts fonctionnaires » doivent être « tenus enfin une bonne fois pour responsables de malheurs qu'ils pourraient éviter si la place où ils sont était considérée par eux comme un poste de devoir, et non pas seulement comme une agréable situation ». Le lendemain, sous les titres « La cause - Comment on organise une catastrophe »,  il déclare directement responsable de l'accident le conseil d'administration de la compagnie. Les attaques se poursuivront les jours suivants. Le 20 août, l'article « Les gros bonnets » reprochera à la compagnie tout à la fois de n'avoir délégué qu'un simple cadre aux obsèques des victimes alors qu'elle accueille par ailleurs en grande pompe les célébrités, et de rémunérer ses dirigeants cent fois plus que ses personnels subalternes, en rapprochant les 100 000 francs par an du directeur de la compagnie des 800 francs d'un poseur de voie. Le 22 août, les critiques du journal s'étendront aux services de l'État, puisque sous le titre « La compagnie de l'Ouest n'est pas contrôlée », il accuse « les ingénieurs des ponts et chaussées et les contrôleurs de l’État, de n'avoir point fait leur devoir pour rendre impossible un malheur qu'il leur appartenait, à eux aussi, de conjurer ».
Partisan à l'époque du libéralisme économique, Le Constitutionnel prendra la défense de l'Ouest contre « ces critiques acerbes et pas toujours désintéressées », en soutenant que c'est le régime de contrôle étatique qui nuit à la sécurité des chemins de fer, et qu'il devrait donc être supprimé au profit d'un régime de liberté totale des compagnies.

### Les pouvoirs publics
À la différence des accidents de chemin de fer survenant lors des sessions des Chambres, celui-là, en pleine période de vacances estivales, ne suscite pratiquement pas de réactions parlementaires, si ce n'est la publication par le député de la Sarthe Paul d'Estournelles d'une brève lettre au ministre dénonçant en termes généraux « la dangereuse insuffisance de nos transports par voie ferrée », et l'annonce, qui restera d'ailleurs sans suite, d'une interpellation par le député des Pyrénées Orientales Jean Bourrat. 
La réaction des autorités publiques semblera paradoxalement témoigner plus du souci de sanctionner rapidement les comportements inappropriés postérieurs à l'accident que de rechercher rigoureusement les responsabilités dans sa survenance.

#### Sanction de défaillances postérieures à l'accident
L'évènement a révélé certaines insuffisances des services compétents.
- Il a provoqué le désarroi, voire l'affolement, des personnels de la compagnie de l'Ouest, surchargé en cette période de pointe de trafic. Ainsi, selon plusieurs témoins, la locomotive de tête, une fois parvenue à Lisieux, est inutilement retournée une première fois sur les lieux, avant d'en repartir, pour y revenir seulement plus d'une heure après, cette fois en tête d'un train de secours. Et, surtout, dans la confusion générale, la diffusion de l'information a été excessivement retardée : le sous-chef de gare de Lisieux n'a envoyé qu'à 5 h 30 au responsable du trafic de la gare Saint-Lazare une dépêche annonçant l'accident; s'il en a aussi préparé une autre pour avertir le ministère, il a oublié de l'expédier, et elle ne le sera qu'à huit heures vingt cinq du matin[39].
- Il semble en revanche avoir laissé indifférent l'ingénieur en chef des mines Léon Le Cornu[40], haut fonctionnaire de l'État chargé du contrôle de l'exploitation technique de la compagnie de l'Ouest dans le secteur, qui en a été prévenu alors qu'il est en villégiature chez des amis non loin de là, près de Lisieux. En effet, il ne juge pas utile de suspendre ses vacances pour se rendre sur les lieux, et délègue l'enquête à un de ses subordonnés.

Soucieux de montrer sa réactivité alors que les passagers accidentés se plaignent du retard des secours, le ministre prend donc rapidement des sanctions contre les personnels jugés avoir manqué à leurs obligations. 
- D'une part, puisque la compagnie a attendu plusieurs heures avant d'avertir les autorités publiques alors que l'article 59 de l'ordonnance du 15 novembre 1846[42] lui imposait de le faire « immédiatement », il saisit son collègue de la justice d'une demande de poursuites contre  MM. Bonnet, sous-chef de gare à Lisieux, Bertrand, conducteur-chef du train[43] et Giboudet, chef du mouvement de la gare Saint-Lazare, à raison de leur retard à transmettre l'information[44]. À la suite de cette démarche, ils seront traduits devant le Tribunal correctionnel de Lisieux[45].

- D'autre part, puisque M. Le Cornu n'a pas fait preuve de la diligence souhaitable, le ministre le relève de ses fonctions[46], pour le muter au service central de la carte géologique détaillée de la France[47].

Certains journaux ne manqueront pas d'ironiser sur la sévérité de cette attitude au premier abord pointilleuse, alors qu'elle tranche avec le laxisme de l'État sur des questions de fond essentielles telles le mauvais état des voies et l'insuffisance du contrôle sur les compagnies. En effet, alors que plusieurs causes pouvaient avoir contribué à produire l'accident, les investigations resteront superficielles, et au terme de l'enquête seul un agent subalterne sera déclaré responsable et symboliquement condamné.

#### Recherche des causes du déraillement
Immédiatement après l'accident, la plupart des journaux s'efforcent d'en identifier la cause en recoupant témoignages, constatations sur place et communiqués officiels. 
Le Journal titre : « La catastrophe de Saint-Mards-de-Fresne - On demande une enquête », en indiquant trois questions à examiner : l'état de la voie, la vitesse excessive et la fragilité des voitures, et en insistant à la fois sur la nécessité de remonter dans la hiérarchie pour rechercher les responsables et sur le choix des enquêteurs, pour éviter la solidarité entre castes d'ingénieurs
À ces recherches officieuses se superposent trois enquêtes institutionnelles : celle des techniciens de la compagnie, et celles de l'État, l'une administrative, effectuée par les ingénieurs du contrôle, l'autre judiciaire, pour homicide et blessures involontaires, confiée au juge d'instruction Stainville, du tribunal de Lisieux.
Dès les premières analyses, il apparaît que trois facteurs sont susceptibles d'avoir, isolément ou en se combinant, produit le déraillement.
- La double traction

C'est la cause privilégiée par le ministre des travaux publics lui-même, qui, dès son retour à Paris, interrogé par la presse, croit pouvoir avancer qu'à son avis, la présence de deux locomotives en tête du convoi peut être à l'origine du déraillement. À l'époque, en effet, des techniciens des chemins de fer considèrent que la cadence asynchrone des pistons de plusieurs locomotives à vapeur se suivant immédiatement est susceptible de leur imprimer un mouvement de lacet nuisible à leur tenue sur la voie en les faisant sortir des rails, comme l'explique par exemple sous le titre Accouplement de machines le journal Le Petit Parisien. Certains imputent donc l'accident aux ingénieurs, qui « s'obstinent dans les vieux errements » avec un « entêtement coupable ». Le Vélo considère que les effets néfastes de la double traction ont été encore aggravés par l'ancienneté des locomotives, qui n'étaient pas équipées d'un bogie à l'avant. 
- Le mauvais état de la voie

D'aucuns ne manquent pas de rappeler que moins d'un an auparavant, à la même heure, le même train, tiré par la même locomotive, a déraillé presque au même endroit. Le lieu de l'accident est en effet situé dans une zone marécageuse de fond de vallée dont l'humidité provoque le pourrissement prématuré du bois des traverses. Le juge Stainville fera d'ailleurs placer sous scellés des traverses dégradées retrouvées sur les lieux. Or, à l'époque du drame, des ouvriers effectuent, de jour, des réparations consistant à remplacer les parties les plus détériorées, et en arrêtant leurs travaux à 22 heures, ils ont laissé la voie partiellement dégarnie de son ballast et de son travelage. Aussi, en abordant la zone, les mécaniciens doivent-ils réduire leur vitesse, obligation signalée par un drapeau vert éclairé par une petite lanterne. Il n'en reste pas moins que même empruntée plus lentement, la voie reste instable, comme l'a constaté un des voyageurs d'un train passé quelques heures auparavant, qui affirmera par la suite avoir ressenti des secousses anormales lors du passage sur le chantier. Confirmant implicitement ce mauvais état, la compagnie procèdera d'ailleurs immédiatement après à de nombreuses réfections de voie par remplacement des traverses les plus dégradées.
- La vitesse

À l'époque, la vitesse de la plupart des machines est mesurée empiriquement puisqu'elles ne sont pas équipées d'un tachymètre, ni, à plus forte raison d'un enregistreur. Or, il sera impossible de déterminer avec certitude quelle était l'allure du train au moment du déraillement, faute d'indices fiables.  En effet, si on connait avec précision son heure de départ de la gare de Saint-Mards-de-Fresne (4 h 1), celle de l'accident varie selon les sources, et ces fluctuations s'opposent au calcul d'une vitesse moyenne sur les quatorze derniers kilomètres parcourus. 
Les estimations des occupants du train, dont la plupart des passagers dormaient au moment de l'accident, ne sont pas plus utilisables, puisqu'elles se contredisent. Selon certains d'entre eux, dans la pente de 8‰, le mécanicien roulait à au moins 70 ou 80 km/h, soit en violant délibérément la limitation pour rattraper son retard, soit involontairement, ou bien parce qu'il ignorait la présence du chantier, ou bien parce que le brouillard rendait invisible sa signalisation. Cependant, d'autres voyageurs, ainsi que les cheminots du convoi, soutiennent au contraire que le train avait sensiblement ralenti avant l'accident, hypothèse elle aussi plausible puisque la locomotive de tête a franchi le chantier de voie sans dérailler.
Dès le début de l'enquête administrative, les ingénieurs du contrôle de l'État semblent attribuer l'accident à la conjonction des trois facteurs incriminés. Ainsi, dans une déclaration faite à la presse, l'un d'eux les implique indistinctement en affirmant que : « c'est à la vitesse anormale du train qui suivait une rampe assez forte sur une voie en réparations avec doubles machines qu'est due la catastrophe», et en précisant qu'« il semble qu'un rail n'ait pas été solidement boulonné sur les traverses, ce qui fait que les rails ont cédé à un mouvement de lacet, augmenté par la non-concordance mathématique des deux machines qui remorquaient le train, et se sont subitement écartés ».
La difficulté d'établir clairement les responsabilités entraîne le retard de l'enquête, et six mois après les faits, le député Victor Dejeante intervient à la Chambre pour exprimer la crainte que contrairement à ce qu'avait annoncé le ministre de l'époque, celle-ci écarte la responsabilité des dirigeants de la compagnie, en concluant, comme à l'accoutumée, à la seule mise en cause d'agents subalternes. La suite de la procédure confirmera cette prémonition.

#### Désignation d'un unique fautif
L'enquête judiciaire est finalement close en mai 1899, et retient comme unique cause de l'accident une vitesse excessive, dont est tenu pour seul responsable le mécanicien Mahéo, pilote de la locomotive de tête. Celui-ci est traduit devant le tribunal correctionnel de Lisieux, et à son procès, ouvert le 19 juin sont représentées une vingtaine de parties civiles et entendus cinquante témoins.
Le jugement est rendu le 12 juillet 1899. Le prévenu y est déclaré coupable d'homicide et blessures involontaires, mais condamné seulement à la peine symbolique de quinze jours de prison avec sursis. La compagnie de l'Ouest est déclarée civilement responsable. 
Saisie en appel, dans un arrêt du 27 décembre 1899 la Cour d'appel de Caen confirmera le jugement pénal de première instance, et, sur le plan civil, condamnera la compagnie à verser aux victimes des indemnités allant de 500 à 90 000 francs.